# 末次平藏

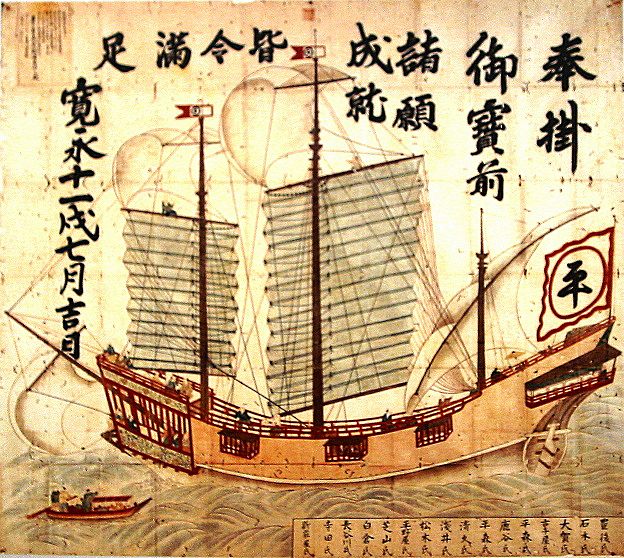
末次平藏旗下的末次船

末次平藏（约1546年—1630年（寬永7年））是日本江戶時代初期的貿易商、長崎代官。名「政直」，洗禮名「若翰」（葡萄牙語：João）。在台灣、安南、暹羅等地從事朱印船貿易，成為巨富，其所擁有之朱印船稱為「末次船」。
元和5年（1619年）取代村山等安，擔任長崎代官。寬永3年（1626年）末次船船長濱田彌兵衛在台灣和荷蘭發生貿易糾紛，寬永4年（1627年）濱田帶領新港社的16名原住民回到日本，以「高山國使節團」的名義，向末次平藏控訴荷蘭人暴行，希望江戶幕府驅逐荷蘭人。寬永7年（1630年）病逝。